# ハンギングバスケット

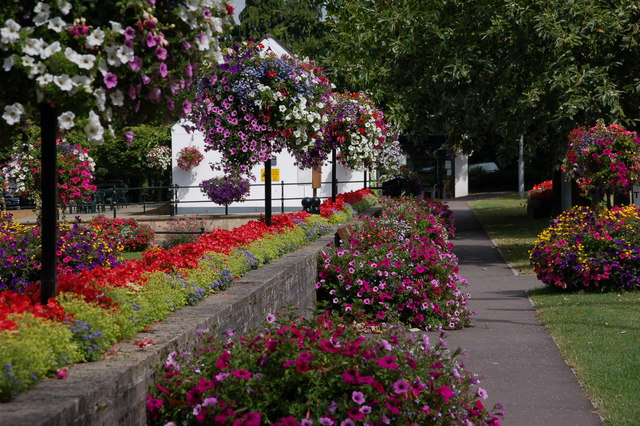
北アイルランド、ダウン州スカルバのハンギングバスケット

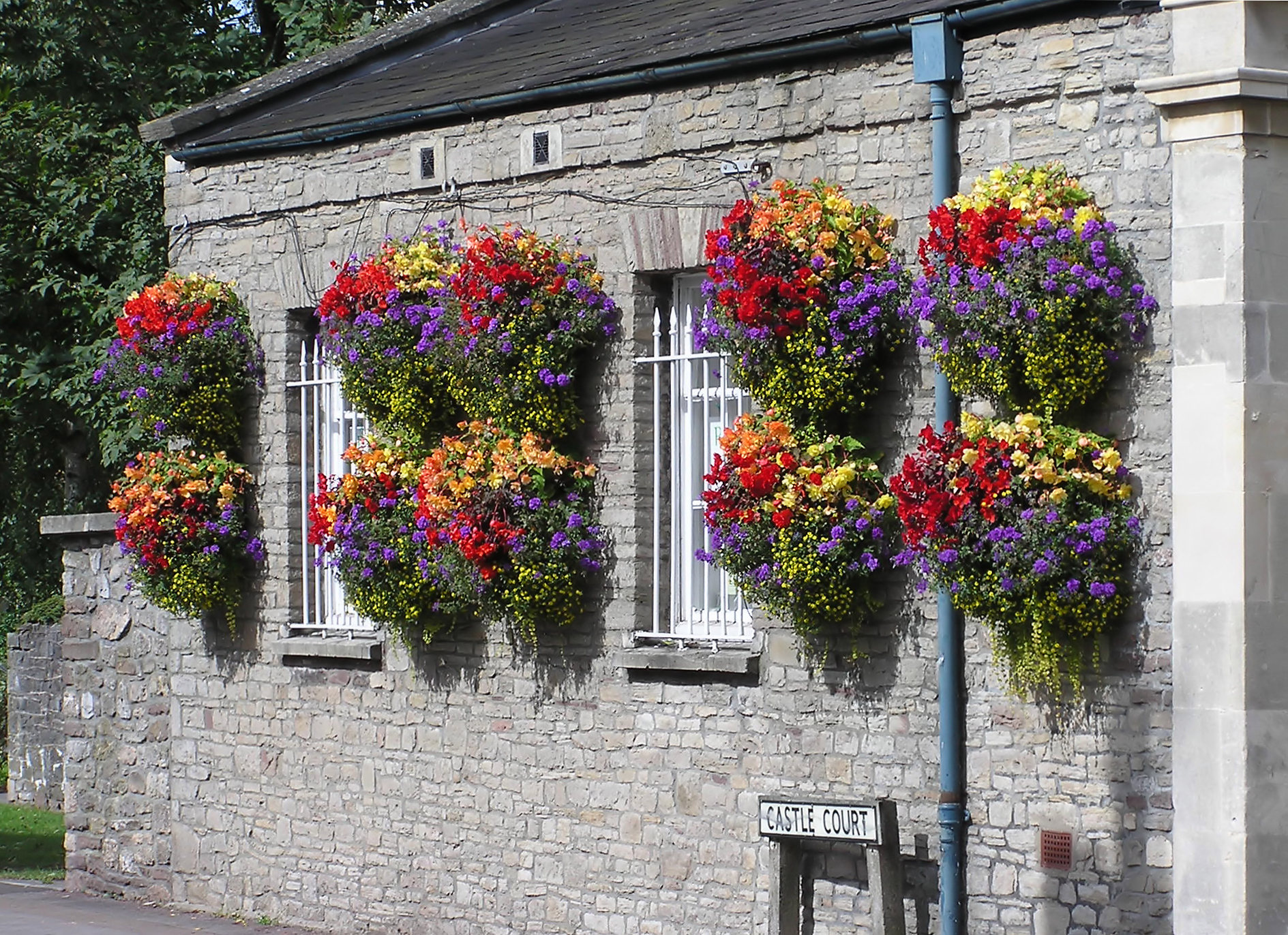
イギリス、ソーンベリーの町に展開するハンギングバスケット

ハンギングバスケット（hanging basket）観葉植物を育てるために使用される吊り下げられた園芸容器。
通常、庭のスペースが重要視される建物や、環境改善のために街路のファニチャーから吊り下げられる。また、ハンギングバスケット・ツリーと呼ばれることもある自立フレームから吊り下げることも可能。ハンギングバスケットのタイプの1つには、逆さまの鉢で植物を育て、上から水やりをする逆さプランターがある。

## 構造
ハンギングバスケットは通常、中身を保持するために不浸透性でプラスチック製の裏地が付いたワイヤー・針金で作られている。通常、泥炭を含まずに保水ゲルと徐放性肥料顆粒を含んだ堆肥が充填されている。 通常は花壇用の植物（bedding plants）とともにゼラニウム、フクシア、ロベリアなどの縁を引きずる植物が利用される。

## 問題
ハンギングバスケットに関しては安全性への懸念が提起されている。2004年2月、サフォーク郡議会（Suffolk_County_Council）は、ベリー・セント・エドマンズで毎年恒例の夏の花飾りの一部であるバスケットが街灯柱から落ちて公衆に怪我をさせる危険性があるとの判決を下したが、抗議の後、この決定は翌月に取り消された。2006年春には干ばつによるホースでの水撒き使用禁止のため、イングランド南東部の地方自治体は公共の場に展示されるハンギング バスケットの数を減らしている。